# Ütközéspont
Az Ütközéspont (eredeti cím: Changing Lanes) 2002-ben bemutatott amerikai thriller-filmdráma, melyet Roger Michell rendezett. A főszerepben Ben Affleck és Samuel L. Jackson látható. A filmet Észak-Amerikában 2002. április 12-én mutatta be a Paramount Pictures, Magyarországon november 14-én az UIP-Dunafilm.
Általánosságban pozitív kritikákat kapott a kritikusoktól, bevételi szempontból pedig közel 95 millió dolláros bevételt termelt a 45 milliós költségvetésével szemben. A forgatókönyvírókat, Chap Taylort és Michael Tolkint a legjobb eredeti forgatókönyvért járó WAFCA-díjra jelölték.
A ftörténet középpontjában egy sikeres, fiatal Wall Street-i ügyvéd (Affleck) áll, aki véletlenül belerohan az autójával egy középkorú, gyógyulófélben lévő alkoholista biztosítási ügynökbe (Jackson). Miután az ügyvéd elhagyja a baleset helyszínét, a két férfi megpróbál bosszút állni egymáson, különféle erkölcstelen és illegális akciókba bocsátkozva, amelyek végül mindkét férfi életére nagy hatással lesznek.

## Cselekmény
Az egész cselekmény egyetlen napon, nagypénteken játszódik. Gavin Banek New York-i ügyvéd és Doyle Gipson biztosítási ügynök koccanásos autóbalesetet szenvednek egymással a városi autópályán, Banek figyelmetlen sávváltása miatt. Mindketten úton vannak bírósági meghallgatásra: Banek azért, hogy a határidőig benyújtson egy fontos dokumentumot, amely egy multimilliomos végrendeletét tartalmazza, Gipson pedig azért, mert a gyermekei felügyeleti jogának megvonása fenyegeti. Banek, mivel siet, nem tulajdonít jelentőséget a balesetnek, ezért jogtalanul elhagyja a helyszínt. Csak később veszi észre, hogy otthagyta az aktáját, amit be kellett volna nyújtania a bíróságon.
Gipson, aki kezdetben egyedül marad a baleset helyszínén, késve érkezik a tárgyalásra, és csak szemtanúja lehet annak, hogy a bíró visszavonja a gyermekei feletti felügyeleti jogot. Ezért Gavin Baneket hibáztatja, akinek az aktáját a baleset helyszínén megtalálja és magához vette. Először nem akarja átadni Baneknek. Később azonban úgy dönt, hogy futárral elküldi neki.
Ekkor fenyegető telefonhívást kap a dühös Banektől, aki felbérel egy hackert, hogy hatoljon be Gipson bankjának számítógépes programjába, és Gipson banki adatainak manipulálásával színlelje annak fizetésképtelenségét. Figyelmen kívül hagyja a hacker tanácsát, miszerint néhány kedves szó talán többet érne a dologban. Banek nemsokára már nem is olyan biztos magában, ezért egy templomban egy papnak meggyónja, hogy mit tett.
Banek főnöke és apósa, Stephen Delano és egy társa azt javasolja, hogy a nem létező akta helyett  nyújtsanak be egy hamisítványt. Banek kételyei egyre súlyosabbak, de felesége is arra ösztönzi, hogy bírálja felül erkölcsi aggályait.
Gipson azzal torolja meg a banki feljegyzések meghamisítását, hogy egy csavarkulccsal meglazítja Banek autójának egyik kerekét, aminek következtében Banek összetöri az autóját. Banek ezután egy hamis telefonhívással elcsalja Gipsont a gyermekei iskolájához. Mivel bírósági végzés tiltja, hogy az elvált Gipson az alkoholizmusa miatt bármilyen kapcsolatot tartson a gyermekeivel, ott helyben letartóztatják. Egy közeli barátja fizeti az óvadékot, de elmondja Gipsonnak, hogy az igazi drogja nem az alkohol, hanem a katasztrófák okozása.
Delano úgy dönt, hogy meghamisítja a jegyzőkönyvet, és időben benyújtja azt. Megrémült vejének Delano azt javasolja, hogy lelkiismerete megnyugtatására menjen el néhány hónapra Texasba, és önkéntesként védjen egy halálra ítélt személyt. De ez most szóba sem jöhet Banek számára.
Doyle Gipson visszaadja Baneknek az igazi aktát. Banek nyomást gyakorol az apósára, hogy adjon neki helyet az ügyvédi irodában, hogy önkéntes munkát végezzen a köz érdekében. Emlékezteti a jelenlévő feleségét, hogy megpróbálta őt az erkölcsi határok átlépésére buzdítani. Ezután felkeresi Gipson feleségét, hogy beszéljen vele, és kiálljon Gipson mellett.
Az utolsó jelenetben Valerie Gipson, Doyle felesége látható, amint gyermekeivel együtt érkezik, hogy találkozzon férjével.

## Szereplők
| Szerep                                     | Színész           | Magyar hang        |
| ------------------------------------------ | ----------------- | ------------------ |
| Gavin Banek, ügyvéd                        | Ben Affleck       | Széles Tamás       |
| Doyle Gipson, biztosítási ügynök           | Samuel L. Jackson | Vass Gábor         |
| Michelle                                   | Toni Collette     | Árkosi Kati        |
| Stephen Delano, Banek főnöke és apósa      | Sydney Pollack    | Koroknay Géza      |
| Walter Arnell                              | Richard Jenkins   | Balázsi Gyula      |
| Cynthia Banek, Gavin Banek felesége        | Amanda Peet       | Kisfalvi Krisztina |
| Gipson barátja                             | William Hurt      | Rosta Sándor       |
| Mina Dunne                                 | Jennifer Dundas   | Sz. Nagy Ildikó    |
| Ron Cabot                                  | Matt Malloy       | Sebestyén András   |
| Valerie Gipson, Doyle Gipson volt felesége | Kim Staunton      | Menszátor Magdolna |
| Terry Kaufman                              | Bruce Altman      | Juhász György      |
| Finch                                      | Dylan Baker       | Lux Ádám           |

## Bevétel
A film kasszasiker volt; a 45 millió dolláros költségvetéssel 66 818 548 dolláros bevételt hozott az Amerikai Egyesült Államokban, és 28 117 216 dollárt nemzetközi szinten, így összesen 94 935 764 dollárt gyűjtött.

## Fordítás
- Ez a szócikk részben vagy egészben  a   Changing Lanes című angol Wikipédia-szócikk fordításán alapul.  Az eredeti cikk szerkesztőit annak laptörténete sorolja fel. Ez a jelzés csupán a megfogalmazás eredetét és a szerzői jogokat jelzi, nem szolgál a cikkben szereplő információk forrásmegjelöléseként.
- Ez a szócikk részben vagy egészben  a   Spurwechsel című német Wikipédia-szócikk fordításán alapul.  Az eredeti cikk szerkesztőit annak laptörténete sorolja fel. Ez a jelzés csupán a megfogalmazás eredetét és a szerzői jogokat jelzi, nem szolgál a cikkben szereplő információk forrásmegjelöléseként.